# Polichno (Slovensko)
Polichno je obec v okrese Lučenec v Banskobystrickém kraji na Slovensku. Leží v jižní části pohoří Ostrôžky v údolí potoka Mašková. Nejbližší města jsou Lučenec vzdálen 16 km jihovýchodně a Detva 25 km severně. Žije zde 128 obyvatel.
První písemná zmínka o obci pochází z roku 1467. V obci se nachází jednolodní klasicistní evangelický kostel z roku 1788 a evangelická fara, kde se narodila spisovatelka Božena Slančíková-Timrava.